# Tour de Martinique
Le Tour international cycliste de la Martinique est une course cycliste par étapes disputée en Martinique. Créé en 1965, il a fait partie de l'UCI America Tour en 2005 puis de 2008 à 2011, en catégorie 2.2. Le Tour cycliste international de la Martinique a lieu chaque année au mois de juillet. Cette épreuve sportive se déroule sur 9 étapes.
Il y a d'autres classements annexes organisés lors du Tour de Martinique : le classement aux points chauds pour les sprinteurs, le classement de la montagne, le classement des jeunes pour les coureurs de 25 ans et moins, le classement de la combativité, le classement général individuel aux points, le classement du combiné et le classement par équipes pour les équipes les plus rapides à l'arrivée.
L'édition 2020 est annulée en raison de la pandémie de Covid-19,.

## Classements et maillots
- Classement général au temps

Le maillot jaune récompense le leader du classement général. Il est remis sur le podium protocolaire à l'issue de chaque étape. En cas d’égalité de temps au classement général individuel, les fractions de seconde enregistrées lors des étapes contre-la-montre individuel sont réincorporées dans le temps total pour départager les coureurs ex æquo. Ce classement est parrainé par la française des jeux.
- Classement par points

Le maillot blanc récompense le leader du classement par points. Il est remis à l'issue de chaque étape. Les 15 premiers coureurs à l’arrivée de chaque étape obtiennent des points. Le 1er obtient 25 points, le 2e obtient 20 points, le 3e obtient 16 points, le 4e obtient 14 points, etc.
- Classement du meilleur grimpeur

Le maillot blanc à pois rouge récompense le coureur le plus régulier sur l'ensemble des côtes disséminées tout au long de la course. Il s'agit la plupart du temps d'un grimpeur ou d'un puncheur.
- Classement du meilleur jeune

Le maillot rouge récompense le meilleur jeune de moins de 23 ans du classement général. Il est remis sur le podium protocolaire à l'issue de chaque étape.
- Classement du combiné

Le maillot vert récompense le meilleur coureur classé dans les trois classements généraux suivants : Temps – Points – Montagne. Il est remis sur le podium protocolaire à l'issue de chaque étape.
- Classement des points chauds

Le classement général individuel des points chauds s’obtient par l’addition des points attribués lors de chaque sprint intermédiaire. Lors d'un sprint intermédiaire, le 1er obtient 5 points, le 2e obtient 3 points, le 3e obtient 2 points et le 4e obtient 1 point.
En cas d'égalité au classement, le cycliste avec plus grand nombre de victoires dans les sprints intermédiaires, puis le classement général individuel au temps qui départagent les coureurs.
- Classement de la combativité

Le classement de la combativité s’obtient par l’addition des points attribués lors des arrivées d’étapes et de demi-étapes et des sprints
intermédiaires. 
Les trois premiers coureurs lors des arrivées d’étapes et de demi-étapes obtiennent des points, 8 points pour le 1er, 5 points pour le 2e et 3 points pour le 3e. Lors des sprints intermédiaires, le 1er obtient 5 points, le 2e gagnent 3 points et le 3e obtient 1 points.
- Classement général par équipes

Le maillot orange récompense le leader de la meilleure équipe au classement général. Le classement s'effectue en additionnant les temps des trois coureurs les mieux placés au général de chaque équipe et est calculé à chaque étape, sans se cumuler.

## Palmarès
| Année     | Vainqueur                | Deuxième         | Troisième                |               |
| --------- | ------------------------ | ---------------- | ------------------------ | ------------- |
| 1965      | Roger Martial            |                  |                          |               |
| 1966      | Sylvère Cabrera          |                  |                          |               |
| 1967      | Saturnin Molia           |                  |                          |               |
| 1968      | Bernard Doussaint        |                  |                          |               |
| 1969      | Romain Gueppois          |                  |                          |               |
| 1970      | Pas de course            | Pas de course    | Pas de course            | Pas de course |
| 1971      | Fernand Néror            |                  |                          |               |
| 1972      | Maurice Le Guilloux      |                  |                          |               |
| 1973      | Alfred Defontis          |                  |                          |               |
| 1974      | Pierre Touchefeu         |                  |                          |               |
| 1975      | Claire Valentin          |                  |                          |               |
| 1976      | Alain Héraud             |                  |                          |               |
| 1977      | Rémillien Bedard         |                  |                          |               |
| 1978      | Claire Valentin          |                  |                          |               |
| 1979      | Christian Merlot         |                  |                          |               |
| 1980      | Didier Le Saux           |                  |                          |               |
| 1981      | Éric Zubar               |                  |                          |               |
| 1982      | Jean-Michel Condette     |                  |                          |               |
| 1983      | Herman Loaiza (es)       | Omar Neira       |                          |               |
| 1984      | Carlos Emiro Gutiérrez   |                  |                          |               |
| 1985      | Philippe Montagnac       |                  |                          |               |
| 1986      | Pierre Rosalien          |                  |                          |               |
| 1987      | Nélson Rodríguez         | Dubán Ramírez    |                          |               |
| 1988      | Hernán Patiño (en)       |                  |                          |               |
| 1989      | Yussen Monsalve (en)     |                  |                          |               |
| 1990      | Erwin Hammerschmid       | Gervais Rioux    |                          |               |
| 1991      | Frédéric Delalande       |                  |                          |               |
| 1992      | Manuel Consuegra         |                  |                          |               |
| 1993      | Hugues Hierso            |                  |                          |               |
| 1994      | Frédéric Delalande       |                  |                          |               |
| 1995      | Eliecer Valdés           |                  |                          |               |
| 1996      | Piotr Wadecki            |                  |                          |               |
| 1997      | Eliecer Valdés           |                  |                          |               |
| 1998      | Rodrigue Le Lamer        |                  |                          |               |
| 1999      | Reto Amsler              |                  |                          |               |
| 2000      | Cameron Hugues (de)      | Emile Abraham    | André Alexis             |               |
| 2001      | Jérôme Guisneuf          | Thibaut Humbert  | Koki Shimbo              |               |
| 2002      | Lionel Genthon           | Thibaut Humbert  | Christian Milesi         |               |
| 2003      | Willy Noyon              | Régis Maréchaux  | Mickaël Verger           |               |
| 2004      | Hervé Arcade             | Régis Maréchaux  | Yvan Sartis              |               |
| 2005      | Frédéric Delalande       | Stuart Gillespie | Régis Maréchaux          |               |
| 2006      | Jonathan Dayus           | Hervé Arcade     | Bart Oegema              |               |
| 2007      | Louis Teplier            |                  |                          |               |
| 2008      | Willy Roseau             | Gwenaël Teillet  | Timothée Lefrançois      |               |
| 2009      | Timothée Lefrançois      | Anthony Vignes   | Christophe Diguet        |               |
| 2010      | Miyataka Shimizu         | Willy Roseau     | Yoann Michaud            |               |
| 2011      | Guillaume Malle          | Marc Flavien     | Boris Carène             |               |
| 2012      | Cédric Eustache          | Nico Brüngger    | Grzegorz Kwiatkowski     |               |
| 2013      | Camille Chancrin         | Martin Bouédo    | Marc Flavien             |               |
| 2014      | Cédric Eustache          | Flober Peña      | Ludovic Turpin           |               |
| 2015      | Julien Liponne           | Yonathan Salinas | Camille Chancrin         |               |
| 2016      | Yolan Sylvestre          | Ronald González  | Cédric Eustache          |               |
| 2017      | Yonathan Salinas         | Yolan Sylvestre  | Eddy-Michel Cadet-Marthe |               |
| 2018      | Mickaël Stanislas        | Mickaël Laurent  | Mario Rojas              |               |
| 2019      | Eduin Becerra            | Yolan Sylvestre  | Mickaël Stanislas        |               |
| 2020-2021 | Pas de course            | Pas de course    | Pas de course            | Pas de course |
| 2022      | Diego Soraca             | Gert Kivistik    | Axel Carnier             |               |
| 2023      | Eddy-Michel Cadet-Marthe | Diego Soraca     | Benjamin Le Ny           |               |
| 2024      | Stefan Bennett           | Damien Urcel     | Jules Chatelon           |               |
| 2025      | Damien Urcel             | Noah Hollamby    | Stefan Bennett           |               |